# نهر سانتا كروز (الأرجنتين)
نهر سانتا كروز (بالإسبانية: Río Santa Cruz)‏ هو نهر في مقاطعة سانتا كروز الأرجنتينية. يبدأ نهر سانتا كروز على شاطئ بحيرة فيدما وبحيرة أرخنتينو، من أصل جليدي ويقع في المتنزه الوطني لوس غلاسياريس، ويمتد 385 كيلومتر (239 ميل) شرقًا قبل الوصول إلى ساحل المحيط الأطلسي بـ350 كيلومتر (217 ميل) شمال الطرف الجنوبي لأمريكا الجنوبية ، مما أدى إلى إنشاء دلتا. إنه أحد آخر الأنهار الكبيرة التي تتدفق بحرية في باتاغونيا.